# José María Rivas
José María Rivas Martínez (San Salvador; 12 de mayo de 1958-9 de enero de 2016) fue un jugador de fútbol salvadoreño.
Durante su carrera como jugador, obtuvo diplomas para convertirse en médico y formó parte del personal médico de la selección nacional de El Salvador.
En junio de 2011, quedó claro que estaba gravemente enfermo y necesitaba una operación de médula ósea, para lo cual se recaudarían fondos con un complemento de beneficios.
Muchos exjugadores se reunieron para ayudarlo. Pero finalmente, murió de leucemia el 9 de enero de 2016 a la edad de 57 años.

## Trayectoria
Apodado Mandingo, jugó varios años para el Independiente de San Vicente y Atlético Marte, con quien ganó el Campeonato de Liga en 1985, este mismo año también ganó el premio al máximo goleador.
En 1990, fichó por el San Pedro Dolphins de Belice y luego de dejarlos tuvo breves períodos al final de su carrera en la Segunda División Salvadoreña con Huracán y Cojutepeque.

## Selección nacional
Hizo su debut oficial con El Salvador en un partido amistoso el 9 de mayo de 1980 contra Panamá. Jugó en 17 encuentros de clasificación para la Copa Mundial de la FIFA y participó en los tres juegos de su país en la Copa Mundial de 1982 en España.
Anotó 19 goles para su selección nacional y su último duelo internacional fue en la clasificación para la Copa Mundial en noviembre de 1989 contra Estados Unidos en St. Louis.

### Participaciones en Copas del Mundo
| Mundial                        | Sede   | Resultado    |
| ------------------------------ | ------ | ------------ |
| Copa Mundial de Fútbol de 1982 | España | Primera fase |

## Clubes
| Club               | País        | Año       |
| ------------------ | ----------- | --------- |
| Independiente FC   | El Salvador | 1978-1985 |
| CD Atlético Marte  | El Salvador | 1985-1990 |
| San Pedro Dolphins | Belice      | 1990-1991 |
| CD Huracán         | El Salvador | 1992      |
| Cojutepeque FC     | El Salvador | 1992      |

## Palmarés

### Títulos nacionales
| Título           | Equipo         | País        | Año  |
| ---------------- | -------------- | ----------- | ---- |
| Primera División | Atlético Marte | El Salvador | 1985 |

### Distinciones individuales
| Distinción                                            | Año  |
| ----------------------------------------------------- | ---- |
| Máximo goleador de la Primera División de El Salvador | 1985 |